# Lijst van televisieseries uitgezonden door Disney Channel
Dit is een lijst van televisieseries die zijn of worden uitgezonden door Disney Channel. De meeste televisieseries van Disney Channel werden in Nederland voornamelijk overdag op Net5 en Disney XD (voorheen: Jetix) uitgezonden. Sinds oktober 2009 heeft Nederland een eigen Disney Channel, dus wordt het daarop uitgezonden.

## 0-9
- 101 Dalmatians (tekenfilmserie)

## A
- Adventures in Wonderland
- The Adventures of Ozzie and Harriet
- The Adventures of Rin Tin Tin
- The Adventures of Sherlock Holmes
- American Dragon: Jake Long
- Amphibia
- Anatole the Mouse
- A.N.T. Farm
- Austin & Ally
- The Adventures of Shirley Holmes

## B
- The Baby-Sitters Club
- Bear in the Big Blue House
- Beugelbekkie
- Bonkers
- The Book of Pooh
- Boy Meets World
- Brandy and Mr. Whiskers
- Breakfast with Bear
- Brotherly Love
- Bug Juice
- Bunnytown
- Buzz Lightyear of Star Command
- The Buzz on Maggie
- The Buzz on Maggie Returns

## C
- Care Bears
- Charlie and Lola
- The Charlie Brown and Snoopy Show
- Chip 'n Dale: Rescue Rangers
- Contraption
- Cory in the House
- Crash Zone

## D
- D-TV
- Danger Bay
- Darkwing Duck
- Dave the Barbarian
- DC Games
- De ZhuZhu's
- Dinosaurs
- Disney 365
- Disney 411
- Disney's Movie Surfers
- Disney's Adventures of the Gummi Bears
- Disney's Doug
- Disney's House of Mouse
- The Disney Sunday Movie
- Disneyland
- The Doodlebops
- Donald Duck Presents
- Donald's Quack Attack
- DuckTales
- Dumbo's Circus

## E
- The Edison Twins
- Eerie, Indiana
- Eloise: The Animated Series
- The Emperor's New School
- Even Stevens
- Express Yourself

## F
- The Famous Jett Jackson
- Fillmore!
- Flash Forward
- Fraggle Rock

## G
- Gargoyles
- Girl Meets World
- Goof Troop
- Good Luck Charlie
- Good Morning, Mickey!
- Good Morning, Miss Bliss
- Gravity Falls
- Growing Pains
- The Gumby Show

## H
- The Hardy Boys
- Hannah Montana
- Hercules: The Animated Series
- Higglytown Heroes
- Honey, I Shrunk the Kids: The TV Show
- Housebroken
- Hotnews.nl

## I
- In a Heartbeat
- Inazuma Eleven
- Ink and Paint Club

## J
- The Jersey
- Jessie
- Jim Henson's Mother Goose Stories
- Jim Henson's Secret Life of Toys
- JoJo's Circus
- J.O.N.A.S.
- Jungle Cubs

## K
- Katie and Orbie
- Kids Incorporated
- Kiff
- Kim Possible
- The Koala Brothers

## L
- Lilo & Stitch: The Series
- The Lion King's Timon & Pumbaa
- Little Einsteins
- The Little Mermaid
- Lizzie McGuire
- Lloyd in Space
- Life With Derek
- Let It Shine
- Liv and Maddie

## M
- Mad Libs
- Madeline
- The Magical World of Disney
- Marsupilami
- Mickey Mouse Club
- Mickey Mouse Clubhouse
- Mickey Mouse Works
- Mickey's Mouse Tracks
- Minuscule
- The Mighty Ducks
- Mike's Super Short Show
- Mousercise
- Mousterpiece Theater
- My Little Pony and Friends
- Muppet Babies
- Muppets Tonight
- The Muppet Show
- My Friends Tigger and Pooh

## N
- The New Adventures of Winnie the Pooh
- The New Mickey Mouse Club
- Naturally, Sadie

## O
- Ocean Girl
- Off the Wall
- Out of the Box

## P
- Paddington Bear
- PB&J Otter
- Pepper Ann
- Pokémon
- Pound Puppies
- The Proud Family
- Phil of the Future
- Phineas and Ferb

## Q
- Quack Pack

## R
- The Raccoons
- Raw Toonage
- Ready or Not
- Recess
- Road to Avonlea
- Rolie Polie Olie
- The Replacements
- Ravens home

## S
- Sabrina, the Animated Series
- Shake It Up
- Shanna's Show
- The Schnookums and Meat Funny Cartoon Show
- The Secret Life of Toys
- Shorty McShorts' Shorts
- Sing Me A Story With Belle
- Sister, Sister
- Smart Guy
- So Random!
- So Weird
- Sonny With a Chance
- Spellbinder
- Spin and Marty
- Square One TV
- Stanley
- The Suite Life of Zack and Cody
- The Suite Life on Deck
- Soy Luna

## T
- TaleSpin
- Teacher's Pet
- Teamo Supremo
- Teen Angel
- That's So Raven
- This is Daniel Cook
- The Torkelsons
- Totally Circus
- Totally In Tune
- Totally Hoops

## U
- Under the Umbrella Tree

## V
- Violetta

## W
- Walt Disney Presents
- Walt Disney Presents Adventure
- Walt Disney's Wonderful World of Color
- The Wonderful World of Disney
- Disney's Wonderful World
- Welcome to Pooh Corner
- Will Quack Quack
- Wind in the Willows
- W.I.T.C.H.
- Wizards of Waverly Place
- The Weekenders
- The Wiggles
- The Wuzzles

## Y
- You and Me Kid

## Z
- Z Games
- Zorro